# Emmagatzematge d'energia

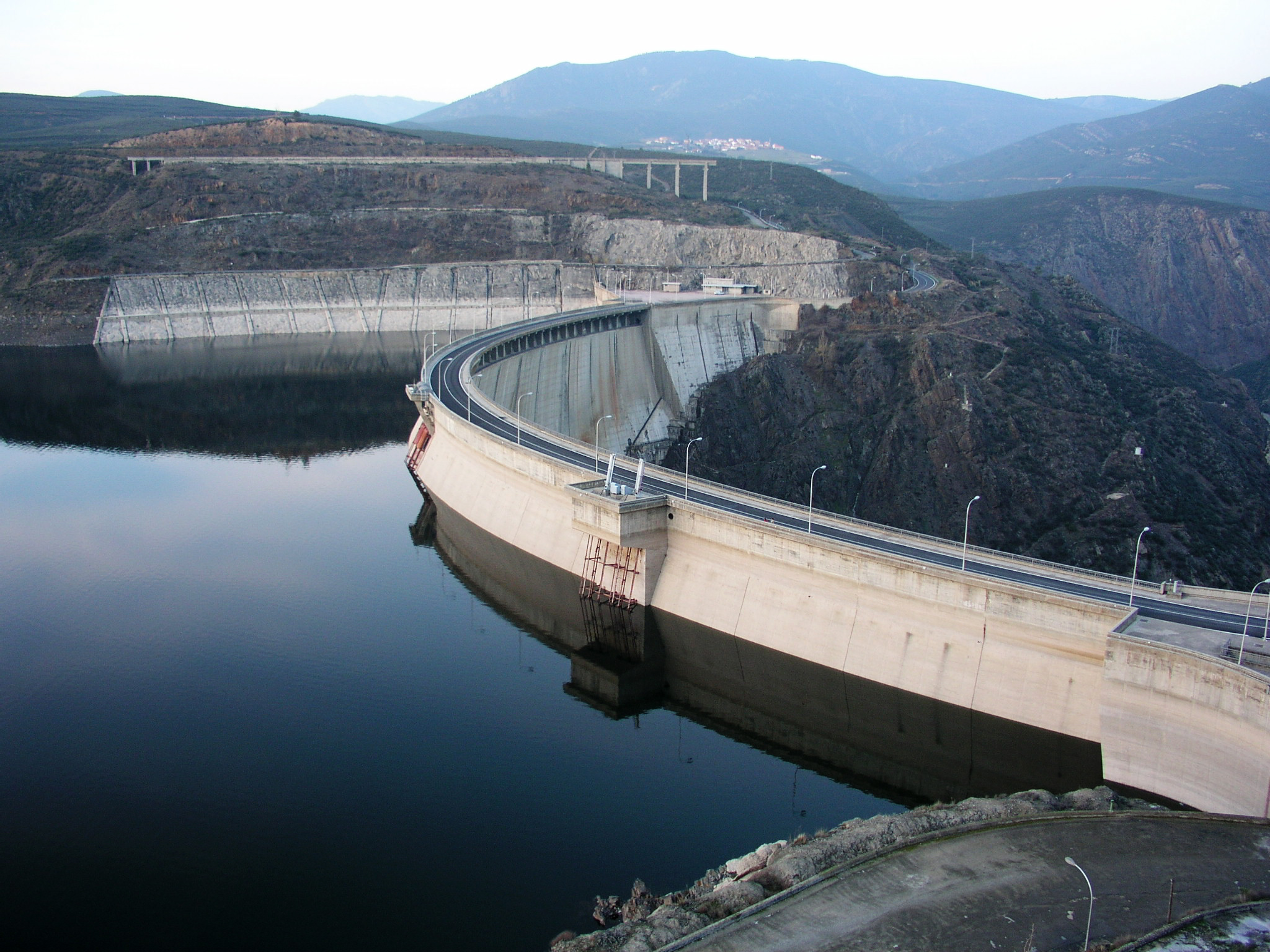
Embassament de l'Atazar, Madrid, Espanya.

L' emmagatzematge d'energia comprèn els mètodes per conservar en la mesura que sigui possible una certa quantitat d'energia en qualsevol forma, per utilitzar-la quan calgui de la mateixa manera que es va recol·lectar o en una altra de diferent. Les formes d'energia poden ser energia potencial (gravitacional, química, elàstica, etc.) o energia cinètica. Molts sistemes mecànics funcionen emmagatzemant energia i consumint-la lentament: un exemple és el rellotge mecànic que emmagatzema al moll l'energia per anar consumint-la via un regulador. En un ordinador els condensadors existents en un xip emmagatzemen prou energia perquè en tornar a encendre's tinguin la memòria d'algunes de les funcions prèvies. Fins i tot els aliments són una forma que la naturalesa té d'emmagatzemar l'energia procedent del Sol.

## Història
A la xarxa del segle xx, l'energia elèctrica s'ha anat generant en gran part mitjançant la combustió de combustibles fòssils. Quan es necessitava menys energia, es cremava menys combustible. L'energia hidràulica, un mètode d'emmagatzematge d'energia mecànica, és l'emmagatzematge d'energia mecànica més àmpliament adoptat i s'ha utilitzat durant segles. Les grans preses hidroelèctriques han estat llocs d'emmagatzematge d'energia durant més de cent anys. Les preocupacions per la contaminació de l'aire, les importacions d'energia i l'escalfament global han generat el creixement de les energies renovables com l'energia solar i eòlica. L'energia eòlica no està controlada i pot estar generant-se en un moment en què no es necessita energia addicional. L'energia solar varia amb la coberta de núvols i, en el millor dels casos, només està disponible durant les hores de llum, mentre que la demanda sovint arriba a un màxim després de la posta de sol (corba d'ànec). L'interès per emmagatzemar energia d'aquestes fonts intermitents creix a mesura que la indústria de les energies renovables comença a generar una part més gran del consum total d'energia.
Com a activitat útil, l'emmagatzematge d'energia ha existit des de la prehistòria, encara que en molts casos no és explícitament reconegut com a tal. Un exemple deliberat d'emmagatzematge d'energia mecànica és l'ús de troncs o roques com a mesures defensives a les antigues fortaleses que s'anaven recol·lectant al cim d'un turó o paret, i per tant, l'energia emmagatzemada era finalment emprada per atacar invasors que vinguessin al radi d'abast d'aquestes pedres. Una aplicació més recent és el de control dels cursos d'aigua que són dirigits als molins d'aigua per al processament de grans. Els sistemes complexos d'embassaments i preses es van construir per emmagatzemar i alliberar aigua (i l'energia potencial que contenen) quan calgui.
L'emmagatzematge d'energia es va convertir en un factor dominant en el desenvolupament econòmic amb la introducció generalitzada d'electricitat i químics combustibles refinats, com la gasolina, el querosè i el gas natural el 1800. A diferència d'altres mètodes comuns d'emmagatzematge d'energia emprats anteriorment, com la fusta o el carbó, l'electricitat ha d'emprar-se, ja que es genera i no pot ser emmagatzemada en cap altra cosa que no siguin dispositius de menor escala. L'electricitat es transmet per mitjà d'un circuit tancat, per emprar-se en qualsevol propòsit pràctic, i no es pot emmagatzemar com a energia elèctrica. Això significa que els canvis de la demanda no poden tenir cabuda, sense tall dels subministraments, ja sigui (per exemple, a través de brownouts o apagades) o disposar d'una tècnica d'emmagatzematge fiable, una cosa impossible actualment.
S'espera que l'emmagatzematge d'energia a la llar estigui cada cop més present a causa de la importància creixent d'energia distribuïda (especialment procedent de l'energia solar fotovoltaica) i l'augment del consum d'energia. Una llar equipada amb energia fotovoltaica pot assegurar fins a un 40% de les necessitats energètiques. No obstant això, per assolir una autosuficiència més gran, cal comptar amb un sistema d'emmagatzematge d'energia a causa de les diferències entre el consum d'energia i l'energia produïda a partir de la fotovoltaica.
Els combustibles petroquímics s'han convertit en la forma dominant d'emmagatzematge d'energia, tant en la generació elèctrica i el transport d'energia. Els combustibles petroquímics d'ús comú es processen del carbó, la gasolina, el gasoil, el gas natural, el gas liquat de petroli (GLP), el propà, el butà, l'etanol, el biodièsel i l'hidrogen. Tots aquests productes químics són fàcilment convertits a energia mecànica i després energia potser en elèctrica als motors que utilitza la calor (o daltres turbines dels motors de combustió interna, o calderes o altres motors de combustió externa) que sutilitza per generació de energia elèctrica. Els generadors de calor i els generadors de potència del motor són gairebé universals, que van des dels petits motors de la producció de només uns pocs quilowatts d'utilitat a escala generadors amb puntuacions de fins a 800 megawatts.

## Mètodes d'emmagatzematge

### Electroquímics

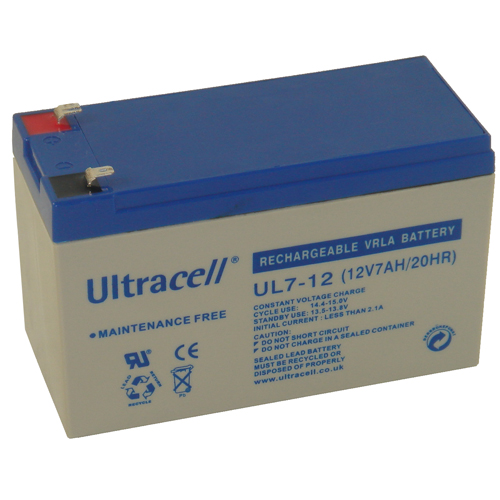
Bateria recarregable.

- Bateria elèctrica
- Bateria tèrmica
- Bateria de flux
- Pila de combustible
- Motors

### Elèctrics
L'electricitat és una energia secundària, és a dir, que és resultat de la transformació d'energia primària. Una característica fonamental és que aquesta energia no es pot emmagatzemar: l'electricitat produïda és instantàniament consumida o perduda. El problema d'emmagatzemar aquest tipus d'energia se soluciona, de fet, generant-la ràpidament en sistemes autònoms (no connectats a la xarxa). Alguns exemples són: les piles i bateries basades en reaccions químiques. Aquestes tecnologies presenten inconvenients que limiten el seu ús, com per exemple: el pes, el cost, la baixa productivitat i en alguns casos la perillositat dels seus components (àcids, plom).
- Condensador

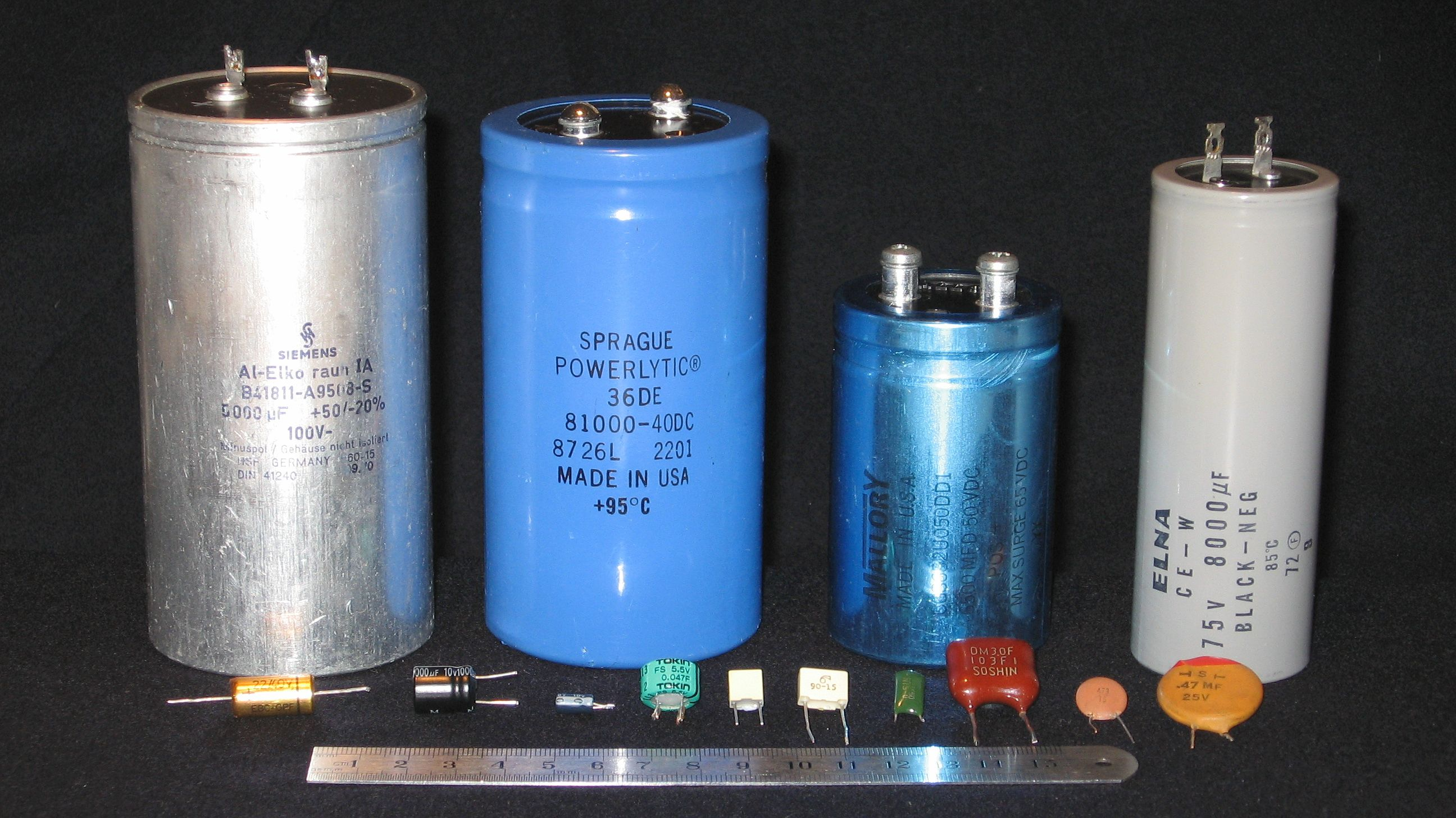
Condensadors.

- Condensadors.Emmagatzematge energètic magnètic amb superconductors

### Mecànics

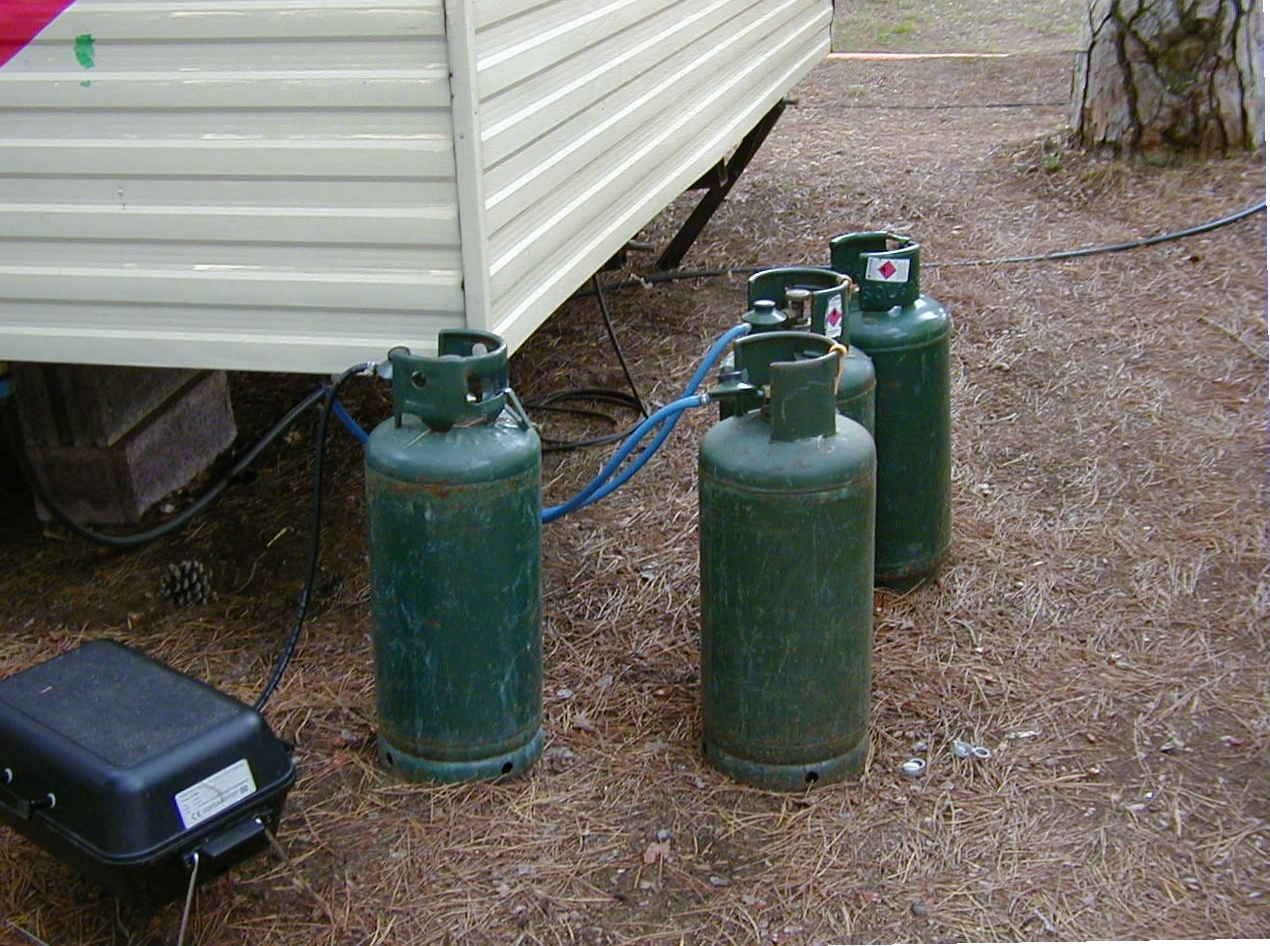
Ampolles de gas comprimit.

- Emmagatzematge per aire comprimit
- Bateria inercial
- Acumulador hidràulic
- Moll elàstic

### Potencials
- Central hidroelèctrica reversible

### Tèrmics
- Sal fosa
- Nitrogen líquid
- Aire líquid